# Thevenetimyia marginata
Thevenetimyia marginata är en tvåvingeart som först beskrevs av Osten Sacken 1877.  Thevenetimyia marginata ingår i släktet Thevenetimyia och familjen svävflugor. Inga underarter finns listade i Catalogue of Life.